# Physornis fortis
Physornis fortis — вид вимерлих птахів родини фороракосових (Phorusrhacidae), що існував в олігоцені в Південній Америці, 28 —23 млн років тому. Скам'янілі рештки виду знайдені в Аргентині у провінції Санта-Крус.